# Jenny McLeod
Jennifer Helen McLeod (Wellington, Nova Zelanda, 12 de novembre, 1941 - Palmerston North, Nova Zelanda, 28 de novembre, 2022) va ser una compositora i professora de música neozelandesa a la Universitat Victoria de Wellington. Va compondre diverses obres importants per a grans grups, com Under the Sun per a quatre orquestres i 450 nens, i l'òpera Hōhepa.

## Biografia
McLeod va néixer a Wellington el 12 de novembre de 1941, filla de Lorna Bell McLeod (née Perrin) i Ronald D'Arcy McLeod, i va créixer a Timaru i Levin. Va ser musical de petita i va poder llegir música als cinc anys. El 1961, McLeod va començar a estudiar música a la Universitat Victoria de Wellington, on els seus professors incloïen Frederick Page, David Farquhar i Douglas Lilburn, i es va graduar amb una llicenciatura en música el 1964.
El 1964, una beca del govern de Nova Zelanda li va permetre estudiar durant dos anys a Europa amb Messiaen, Stockhausen i Berio. El 1967 es va convertir en professora de música a la Universitat de Victoria. Va ser nomenada professora de jove el 1971, càrrec que va ocupar fins al 1976. Durant la seva càtedra, va ser influenciada per la Missió de Llum Divina de Guru Maharaji, que la va portar a la seva jubilació anticipada.
En els honors de l'aniversari de la reina de 1997, McLeod va ser nomenada Oficial de l'Ordre del Mèrit de Nova Zelanda, pels serveis a la música.
McLeod és més coneguda per dues obres importants, Earth and Sky i Under the Sun per a grans forces. També va compondre moltes cançons i himnes. Va ser una gran admiradora de la música de Messiaen i va estar molt influenciada per ella. Les seves Seven Tone Clock Pieces van ser interpretades per primera vegada pel pianista neozelandès Jeffrey Grice.
Abans de morir a Palmerston North el 28 de novembre de 2022, a l'edat de 81 anys, McLeod va viure a Pukerua Bay, treballant en teoria musical, especialment en les relacions entre notes i escales.

## Teoria del to-rellotge
A mitjans de la dècada de 1980, McLeod es va trobar amb l'obra del compositor holandès Peter Schat, que havia desenvolupat una tècnica de composició post tonal anomenada Tone Clock. Aquesta tècnica posava èmfasi en la formació de l'agregat cromàtic mitjançant la transposició i inversió de col·leccions d'altura de tres notes (tri cordes). McLeod va ampliar aquesta tècnica per abastar les 223 classes de conjunts possibles (per utilitzar la terminologia de la teoria de conjunts de classes de to d'Allan Forte), i també va desenvolupar un etiquetatge coherent, una categorització i un enfocament analític de l'univers de les possibilitats cromàtiques. El seu manuscrit inèdit Tone Clock Theory Expanded: Chromatic Maps I & II explica la base teòrica i filosòfica darrere de la seva teoria, i inclou una llista rigorosa de totes les classes de conjunts (anomenades Formes Primes Intervàl·liques) amb notes detallades i observacions sobre les seves propietats.

## Obres principals
Composicions seleccionades

Terra i Cel

Earth and Sky és una gran obra per a cors i orquestra, principalment infantil. Explica la història del mite maori de la creació, en particular la separació de la Mare Terra, Papa-Tū-ā-Nuku, del Pare del Cel, Ranginui. Utilitza molts passatges que impliquen veus que es mouen de manera independent. Es va interpretar per primera vegada a Masterton l'any 1968 i a Tauranga l'any 1970. Malgrat les seves poques actuacions, es considera un referent de la música de Nova Zelanda, a causa de la seva gran escala, contingut local i caràcter experimental. El 1971 es va gravar una actuació del "Royal Command" al "Mercury Theatre" d'Auckland.
Sota el Sol

Under the Sun va ser encarregat per la ciutat de Palmerston North per commemorar el seu centenari. Es va realitzar sis vegades durant la setmana del 24 al 30 de maig de 1971. Explica la història del Sol, des de la formació de la Terra a través de tota la vida a la Terra fins que el Sol es refreda. (cita: ...I l'estrella... s'apaga!) Està puntuat per a quatre orquestres a cada racó de l'auditori, un grup de rock de cinc membres, dos cors d'adults a mig camí a banda i banda d'un gran auditori obert, i quatre "cors de terra" per un total de 440 nens que actuen i ballen i canten. Cadascun té el seu propi director, coordinat escoltant amb auriculars una cinta de la mateixa McLeod comptant ritmes i compassos. (Una altra pista de la cinta porta la narració.) Al final de l'acte quart, que porta el públic al present (a l'era hippie), que inclou la cançó pop incorporada Shadow People, el públic està convidat a unir-se a la ballant. La producció va implicar 1.000 persones i va trigar dos anys a portar-la a l'actuació. Els nens de 16 escoles van aportar 2.000 quadres dels quals 70 van ser escollits per ser projectats en pantalles de plata a cada extrem de l'auditori. L'espectacle va ser produït (EUA: dirigit) per Peter Tulloch. Es va publicar una gravació d'una actuació sencera, així com un senzill de la cançó incorporada del Quart Acte en estil popular, Shadow People interpretada per Grant Bridger i el grup local de tres peces, 'The Forgiving'.
L'emperador i el rossinyol
Encàrrec l'any 1985 per l'Orquestra Regional de Wellington (ara Orquestra Wellington) per a un concert familiar amb Sir William Southgate, com a part del Festival Internacional de les Arts de Nova Zelanda de 1986 a Wellington, The Emperor and the Nightingale ha estat interpretat posteriorment per diversos Orquestres regionals i juvenils de Nova Zelanda. La versió gravada aquí va ser revisada per la compositora l'any 2010. El text va ser adaptat per la compositora del conte de fades de Hans Christian Andersen The Nightingale, en la versió anglesa que es troba a "The Yellow Fairy Book" (1894) editat per Andrew Lang (1844–1912), i traduït per Leonora Blanche Alleyne Lang (1851–1933).
Concert de rock
El Concert de rock va començar el 1986 com una (primera) Sonata de rock per a piano, una obra amb fortes arrels clàssiques i en llocs de dificultat lisztiana, encarregada pel pianista neozelandès Bruce Greenfield per al seu virtuós alumne Eugene Albulescu, de disset anys. (En part per la força d'aquesta partitura, el compositor va ser convidat el 1987 com a compositor convidat internacional a un festival de música contemporània de deu dies a Kentucky, organitzat per l'Orquestra de Louisville per al seu quarantè aniversari.) A petició d'Albulescu, el 2009 va fer la partitura. i va revisar la sonata de rock com a concert per a piano que també podria dirigir des del teclat.
Els dos primers moviments estan en forma de sonata, cadascun complert amb el primer tema, el tema de transició i el segon grup contrastat, amb una secció de desenvolupament de tipus clàssic, al final de la qual també hi ha una oportunitat per a una cadenza improvisada (idea d'Albulescu i una característica poc comuna de les seves actuacions; el seu propi desig es va mantenir, però, ben controlat en l'enregistrament actual). Tot i que la música és de nova composició i el seu llenguatge rítmic és molt del nostre temps (en un sentit popular), també està fortament impulsada per l'esperit de Beethoven (Mozart, Schubert, Liszt, Debussy, Gershwin...)— els "amics llunyans" a què es refereix el primer moviment. Un altre amic va ser Charlie French, a qui està dedicat el segon moviment, més aviat més fosc (només per a piano sol, cordes i flauta). Charlie va ser una activista aborigen australiana que va compartir la seva llar a Wellington durant un temps i després va sucumbir, per desgràcia, com a víctima primerenca de la sida. L'últim moviment de capçalera és en forma de rondó-sonata, amb un revolt llatí com a rondó recurrent, un segon tema de tipus bressol i un desenvolupament-episodi que comença en una vena quasi ibèrica. Cada moviment té una coda (en el primer i l'últim casos força estesa), i cadascun també es pot interpretar de manera independent.
Els intèrprets d'òpera són soldats britànics a l'escenari que apunten amb rifles al cantant principal i més membres del cor que són guerrers maorís també amb rifles. És una escena tensa.

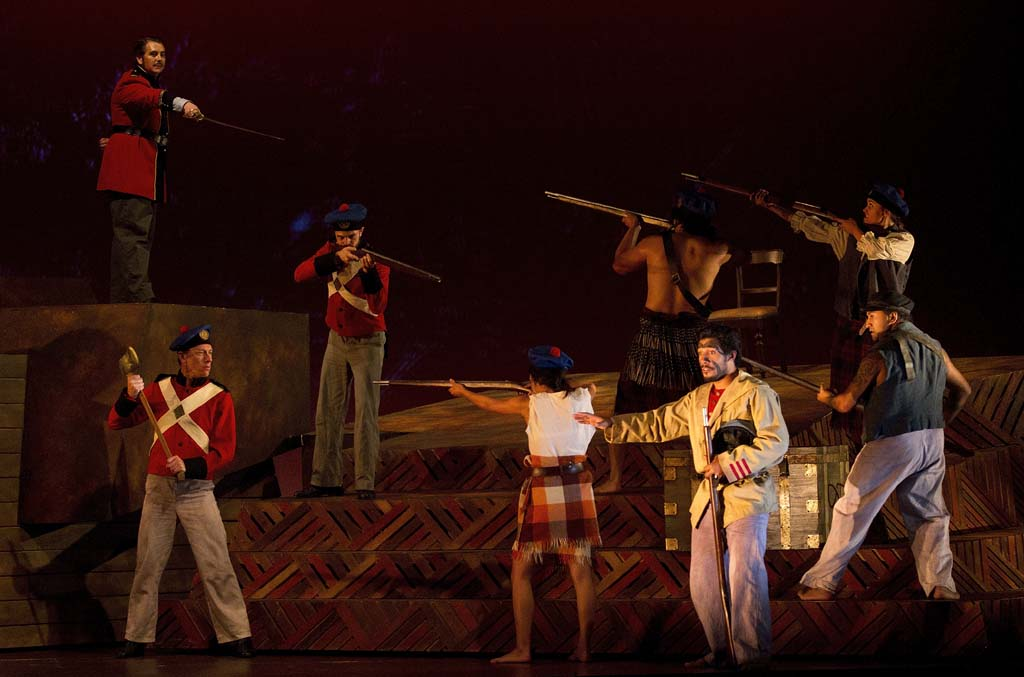
Robert Tucker, que interpreta al comandant de l'exèrcit (esquena) amb el repartiment de l'òpera Hōhepa, composta per Jenny McLeod, a l'Opera House de Wellington, dimarts 13 de març de 2012.

## Hōhepa
El Festival Internacional de les Arts de Nova Zelanda va estrenar l'òpera Hōhepa de McLeod el 2012. L'òpera es basa en una història real del cap maori Hōhepa Te Umuroa i un colon britànic Thomas Mason durant les guerres terrestres del segle xix. Va ser desenvolupat per McLeod durant 15 anys i sol·licitat per Matiu Mareikura del Ngāti Rangi iwi.

## Cançons i himnes
Diverses de les cançons de McLeod van ser escrites per a 1.000 nens i el Bach Choir, que es va interpretar al Sun Festival a Oriental Bay, Wellington Harbour el desembre de 1983 com a part de Summer City.[17] El treball va trigar tres mesos a escriure, assajar i interpretar i va ser l'esdeveniment coral més important de McLeod. Cada cançó es basa en un color diferent. Un que encara es representa és Indigo II (Llum de llums").
McLeod va escriure molts himnes en maorí per a les competicions corals anuals que Katorika Hui Aranga celebrava a la regió de Whanganui a Pasqua.

## Publicacions
- Music in New Zealand Spring 1992 / number 18
- Music in New Zealand Summer 1998–99 / number 34
- Tone Clock Theory Expanded: Chromatic Maps I & II